# Chiesa della Via Crucis
La chiesa della Santa Maria Addolorata, più comunemente conosciuta come chiesa della Via Crucis, è un edificio religioso di culto cattolico situato sulla sommità del Monte Mirra, a pochi passi dal borgo di Vicopisano.
L'edificio risulta essere una delle chiese di più recente costruzione sul territorio vicarese, edificata nel 1720.
La si raggiunge percorrendo a piedi l’erta salita scandita dalle 14 stazioni della Passione della Via Crucis, recentemente restaurate.

## Descrizione
L'edificio si presenta con lo stemma del donatore (famiglia Gattai) installato sul timpano triangolare della facciata, che è anticipata da un portico con tre archi a tutto sesto sorretto da colonne doriche.
L'interno ad una navata con volta a botte, al centro dell'aula uno splendido altare in pietra serena, nelle laterali presenta ad entrambi i lati una pregevole coppia di confessionali, che hanno costituito il modello per altri nella zona.
Vi è presente l'acquasantiera e la lapide della sepoltura di Francesco Gattai.
Tutta la costruzione risulta essere l'esito di una felice applicazione dei canoni settecenteschi, mediati da un razionale impianto geometrico di stampo rinascimentale.

## Festa della Via Crucis
La domenica precedente alla Domenica delle Palme in Vicopisano si svolge la tradizionale Via Crucis, generalmente in orario pomeridiano o notturno. La processione si inerpica dalla base del Monte Mirra sino alla cima dove si svolge una funzione religiosa nei pressi della chiesa (attualmente inagibile), sostando alle 14 stazioni, identificate da dei tabernacoli settecenteschi con tracce di pitture.
L’ambientazione della manifestazione religiosa risulta particolarmente suggestiva per l’atmosfera di devozione popolare e in virtù della dislocazione della via Crucis e della chiesa di Santa Maria Addolorata.

## Una volta la Chiesa della Via Crucis
Da maggio 2018 si svolge una volta all'anno l'evento "Una volta la Chiesa della Via Crucis", iniziativa dell'associazione "I tre obsoleti" che permette l'apertura dell'immobile, normalmente chiuso al pubblico.
L'evento è patrocinato dal Comune di Vicopisano.

## Lo stato attuale
La chiesa della Via Crucis versa in stato di abbandono a causa dei problemi strutturali che si sono susseguiti negli ultimi anni, pertanto l'immobile rimane chiuso al pubblico.